# درويشان (مقاطعة ديواندرة)
درويشان (بالفارسية: درویشان) هي قرية تقع في قسم سارال الريفي (مقاطعة ديواندرة) في إيران. يقدر عدد سكانها بـ 71 نسمة بحسب إحصاء 2016.